# Cachkut
Cachkut – wieś w Armenii, w prowincji Szirak. W 2011 roku liczyła 181 mieszkańców.